# Campeonato Asiático de Atletismo de 2023 - Lançamento de disco masculino
A prova do lançamento de disco masculino do Campeonato Asiático de Atletismo de 2023 foi disputada no dia 15 de julho de 2023, no Estádio Nacional, em Banguecoque, na Tailândia.

## Recordes
Antes desta competição, os recordes mundiais e do campeonato nesta prova eram os seguintes:
|                       | Nome          | Nacionalidade     | Distância | Local          | Data                |
| --------------------- | ------------- | ----------------- | --------- | -------------- | ------------------- |
| Recorde mundial       | Jürgen Schult | Alemanha Oriental | 74m 08cm  | Neubrandenburg | 6 de junho de 1986  |
| Recorde do campeonato | Ehsan Hadadi  | Irão              | 65m 95cm  | Doha           | 21 de abril de 2019 |
| Recorde asiático      | Ehsan Haddadi | Irão              | 69m 32cm  | Tallinn        | 3 de junho de 2008  |

## Medalhistas
| Ouro                     | Prata                 | Bronze                       |
| Tuergong Abuduaini (CHN) | Essa Al-Zenkawi (KUW) | Mohd Irfan Shamshuddin (MAS) |

## Cronograma
Todos os horários são locais (UTC+7)
| Data        | Hora  | Evento |
| ----------- | ----- | ------ |
| 15 de julho | 17:30 | Final  |

## Resultado final
A final ocorreu no dia 15 de julho às 17:30.
| Posição           | Atleta                 | Nacionalidade | #1    | #2    | #3    | #4    | #5    | #6    | Resultados | Notas |
| ----------------- | ---------------------- | ------------- | ----- | ----- | ----- | ----- | ----- | ----- | ---------- | ----- |
| Medalha de ouro   | Tuergong Abuduaini     | China         | 59.68 | x     | x     | x     | 58.64 | 61.19 | 61.19      |       |
| Medalha de prata  | Essa Al-Zenkawi        | Kuwait        | 57.37 | 59.49 | 57.69 | 59.95 | 60.23 | 59.01 | 60.23      |       |
| Medalha de bronze | Mohd Irfan Shamshuddin | Malásia       | 58.17 | 59.63 | 58.51 | 58.44 | x     | 57.48 | 59.63      |       |
| 4                 | Mouad Mohamed Ibrahim  | Catar         | 57.47 | 56.46 | 59.28 | 57.02 | 59.17 | x     | 59.28      |       |
| 5                 | Yuji Tsutsumi          | Japão         | 55.18 | 58.90 | x     | 53.56 | x     | 52.94 | 58.90      |       |
| 6                 | Hossein Rasouli        | Irão          | 57.27 | 56.88 | 56.20 | x     | 57.97 | 57.12 | 57.97      |       |
| 7                 | Masateru Yugami        | Japão         | 55.56 | 57.85 | x     | 57.56 | x     | x     | 57.85      |       |
| 8                 | Yevgeniy Milovatskiy   | Cazaquistão   | 54.74 | 54.02 | x     | x     | 52.40 | 52.58 | 54.74      |       |
| 9                 | Dunyozod Sayfullayev   | Uzbequistão   | 51.80 | 53.61 | 52.44 |       |       |       | 53.61      |       |
| 10                | Bandit Singhatongkul   | Tailândia     | 49.04 | 49.30 | 50.00 |       |       |       | 50.00      |       |
| 11                | Thongchai Silamool     | Tailândia     | 44.10 | 48.96 | 49.14 |       |       |       | 49.14      |       |
| 12                | Keatpradit Srisai      | Tailândia     | x     | x     | 48.29 |       |       |       | 48.29      |       |
| 99                | Kim Il-hyeon           | Coreia do Sul | x     | x     | x     |       |       |       | NM         |       |

Legenda
| Recorde mundial       | Recorde mundial (World record)               |                       | Recorde africano                      | Recorde africano (African) |                                           | Q | Classificado por posição (Qualified) |
| Recorde do campeonato | Recorde do campeonato (Championship record)  | Recorde da América    | Recorde da América (Americas)         | q                          | Classificado por melhor tempo (Qualified) |   |                                      |
| Melhor marca do ano   | Melhor marca do ano (World leading)          | Recorde asiático      | Recorde asiático (Asian)              | DNS                        | Não largou (Did not start)                |   |                                      |
| Recorde nacional      | Recorde nacional (National record)           | Recorde europeu       | Recorde europeu (European)            | DNF                        | Não terminou (Did not finish)             |   |                                      |
| Recorde pessoal       | Recorde pessoal do atleta (Personal best)    | Recorde da Oceania    | Recorde da Oceania (Oceania)          | DSQ / DQ                   | Desclassificado (Disqualified)            |   |                                      |
| Recorde da temporada  | Recorde da temporada do atleta (Season best) | Recorde sul-americano | Recorde sul-americano (South America) | NM                         | Sem marca (No mark)                       |   |                                      |